# Centaurea antitauri
Centaurea antitauri — вид рослин з роду волошка (Centaurea), з родини айстрових (Asteraceae).

## Опис рослини
Це багаторічна рослина з дерев'яною основою. Стебло прямовисне, 20–45 см заввишки, просте або рідко з однією гілкою у верхній частині, потовщене під квітковою головою, з волокнистими залишками листкових ніжок біля основи. Листки рідко волосисті; прикореневі й від нижніх до серединних — на довгих ніжках, перистодольні, з численними лінійно-ланцетними бічними сегментами, сегменти 2–5 мм ушир, цілі або з однією часткою біля основи; верхні — подібні, з меншою кількістю сегментів або вузьколанцетні. Кластер філарій (приквіток) 25–38 × 25–45 мм, майже кулястий; придатки невеликі, коричневі. Квітки жовті. Сім'янки 5.5–7.7 мм; папуси 7.5–8.5 мм, коричневі, внутрішній ряд 1.5 мм. Період цвітіння: липень — серпень.

## Середовище проживання
Ендемік південної Туреччини. Населяє скелясті гірські схили.